# Władysław Reda

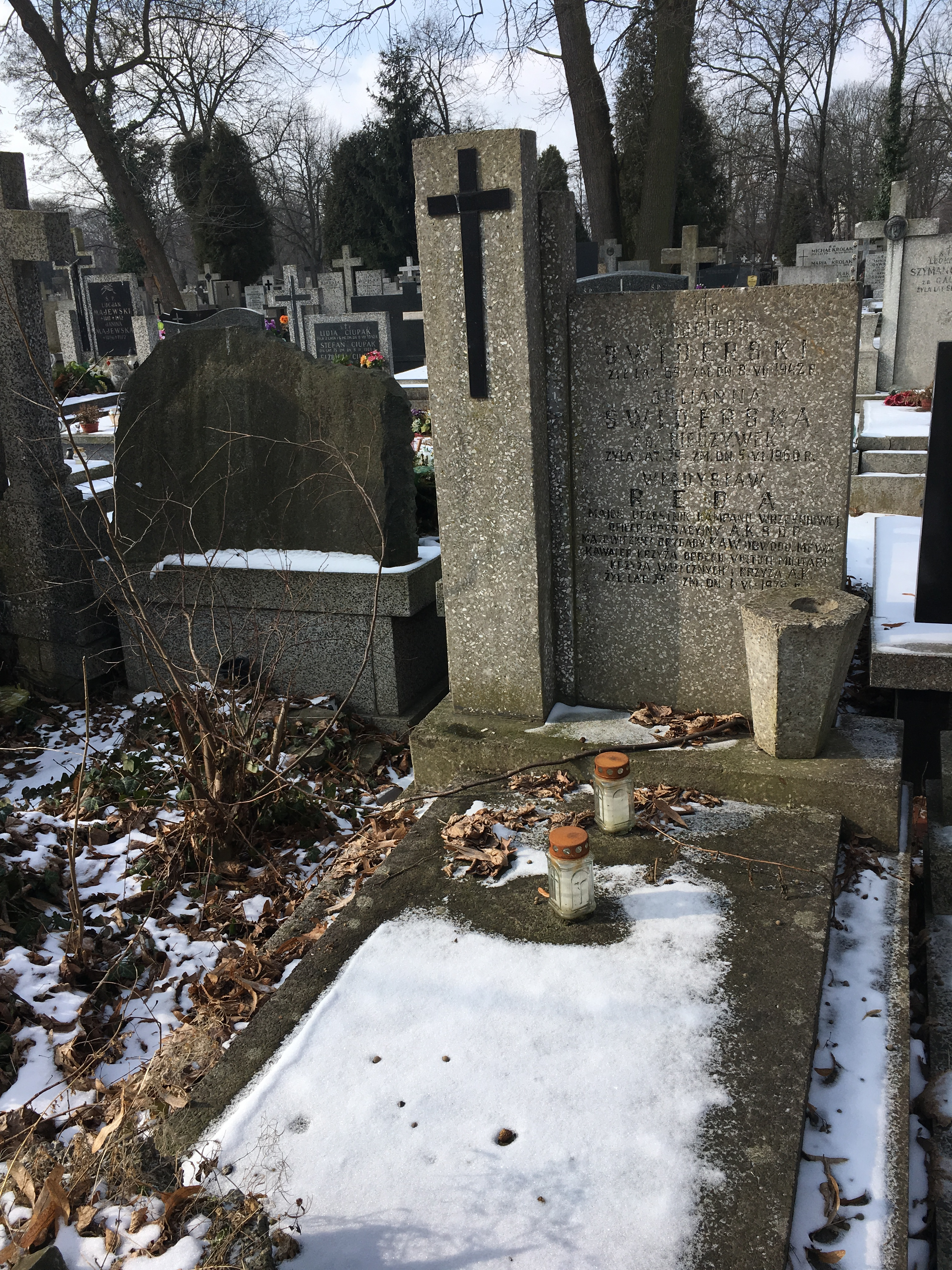
Grób mjr. Władysława Redy na cmentarzu Bródnowskim w Warszawie

Władysław Reda, ps. Jeleń (ur. 5 czerwca 1904 w Wielgolesie, zm. 1 czerwca 1979) – major Armii Krajowej.

## Przebieg służby
W 1923 złożył egzamin maturalny w Gimnazjum Męskim Kazimierza Kulwiecia w Warszawie, a następnie przez dwa lata studiował na Wydziale Mechanicznym Politechniki Warszawskiej. Od 1 listopada 1925 do 1 lipca 1926 był uczniem 56. klasy Szkoły Podchorążych Piechoty w Warszawie, a od 15 listopada 1926 do 15 sierpnia 1928 uczniem Oficerskiej Szkoły Piechoty w Ostrowi Mazowieckiej. Na stopień kapitana został mianowany ze starszeństwem z 1 stycznia 1936 i 344. lokatą w korpusie oficerów piechoty. 15 sierpnia 1928 prezydent RP mianował go podporucznikiem ze starszeństwem z 15 sierpnia 1928 i 8. lokatą w korpusie oficerów piechoty, a minister spraw wojskowych wcielił do 65 pułku piechoty w Grudziądzu. W 1937 został przeniesiony do Szkoły Podchorążych Piechoty w Komorowie na stanowisko instruktora.
Uczestnik kampanii wrześniowej był dowódcą kompanii przeciwpancernej 114 pułku piechoty, od 1942 dowódca szkoły podchorążych w Mińsku Mazowieckim, a następnie I oficer sztabu 8. Dywizji Piechoty AK im. Romualda Traugutta i Mazowieckiej Brygady Kawalerii, od lipca 1940 do lipca 1944 był dowódcą komórki wywiadu odwodu mińskiego kryptonim „Mewa”. W tym okresie posługiwał się pseudonimami „Władysław Świderski”, „Jarosz”, „Jeleń”.
Pochowany na cmentarzu Bródnowskim (kw. 20K, rząd 1).

## Ordery i odznaczenia
- Krzyż Kawalerski Orderu Odrodzenia Polski
- Krzyż Walecznych
- Krzyż Armii Krajowej